# Peter Nordbeck
Peter Esbjörn Nordbeck, född 19 juli 1938 i Grängesbergs församling i Kopparbergs län, är en svensk sjöofficer. 

## Biografi
Nordbeck avlade studentexamen 1957. Han avlade sjöofficersexamen vid Sjökrigsskolan 1960 och utnämndes samma år till fänrik i flottan samt befordrades till löjtnant 1962. Han var verksam i kustflottan 1960–1970 och befordrades till kapten 1968. Han gick Stabskursen vid Militärhögskolan 1970–1972 samt befordrades till örlogskapten 1972 och kommendörkapten 1973. Åren 1974–1975 studerade han vid Naval War College. Han tjänstgjorde vid Marinstaben 1975–1978 och som avdelningschef vid Försvarsstaben 1978–1981, befordrad till kommendörkapten med särskild tjänsteställning 1980. Åren 1981–1982 var han divisionschef i kustflottan. År 1982 befordrades han till kommendör och var 1982–1986 sektionschef vid Försvarsstaben samt 1986–1988 chef för 1. ytattackflottiljen. Han befordrades 1988 till konteramiral och var 1988–1991 stabschef i Södra militärområdet, varpå han var chef för Planeringsledningen vid Försvarsstaben 1991–1992. År 1992 befordrades han till viceamiral, varefter han var chef för Försvarsstaben 1992–1993, därefter chef för Operationsledningen tills 1 juli 1994 då han tillträdde tjänsten som marinchef och chef för Marinledningen i Högkvarteret, vilket han var till 1998.
Peter Nordbeck invaldes 1978 som hedersledamot av Kungliga Örlogsmannasällskapet. Han invaldes 1985 som ledamot av Kungliga Krigsvetenskapsakademien, var akademiens styresman 1996–1999 och utsågs till hedersledamot 1999.
Nordbeck har varit inspector för den navalakademiska föreningen SjöLund och är nu inspector för den navalakademiska föreningen SjöCannes. Den 7 februari 2013 tilldelades Nordbeck H.M. Konungens medalj i 12:e storleken i Serafimerordens band med orden "För framstående insatser inom svenskt militärväsende".
Peter Nordbeck är son till civilingenjör Stig Nordbeck och gymnastikdirektör Kerstin Froste. Han är halvbror till Gunnar Nordbeck och Lennart Nordbeck. Han gifte sig 1962 med sjukgymnasten Eva Lindblad (född 1941).